# أم مويلات جنوبية
أم مويلات جنوبية قرية سورية تتبع ناحية سنجار في منطقة معرة النعمان في محافظة إدلب. بلغ عدد سكانها 1052 نسمة في عام 2004 حسب إحصاء المكتب المركزي للإحصاء.